# Anne-Marie Seghers
Anne-Marie Seghers (Parigi, 15 settembre 1911 – Puteaux, 17 gennaio 2012) è stata una tennista francese.

## Carriera
Durante il secondo conflitto mondiale giocò la finale dei Campionati di Francia 1941 venendo sconfitta in due set da Alice Weiwers, il torneo è considerato un'edizione non ufficiale del moderno Roland Garros.
Nel dopoguerra giocò i quarti di finale degli Internazionali di Francia nel 1949 e 1954 mentre nel doppio femminile raggiunse le semifinali nelle edizioni 1950 e 1952 in coppia con Arlette Halff. Scese in campo in due edizioni di Wimbledon raggiungendo il terzo turno nel 1950. Al di fuori dei tornei dello Slam perse due finali consecutive a Monte Carlo nel biennio 1949-50 mentre giocò la finale di doppio ai Campionati Internazionali di Sicilia 1951 insieme a Nelly Landry ma furono sconfitte dalle statunitensi Doris Hart e Shirley Fry.